# Erythropalum scandens
Erythropalum scandens  es la única especie del género monotípico Erytropalum perteneciente a la familia de las olacáceas.  Es originaria del Sudeste de Asia. Arbustos escandentes con zarcillos, hojas palminerviaas. Estambres en número igual al de pétalos. Estambres opuestos a pétalos. Cinco estaminodios.

## Taxonomía
Erythropalum scandens fue descrita por Carl Ludwig Blume y publicado en Bijdragen tot de flora van Nederlandsch Indië 15: 922. 1826.
Sinonimia
- Dactylium vagum Griff.
- Decastrophia inconspicua Griff.
- Erythropalum grandifolium Elmer
- Erythropalum populifolium Mast.
- Erythropalum vagum (Griff.) Mast.
- Mackaya populifolia Arn.
- Modeccopsis vaga Griff.
- Passiflora heyneana Wall.[4]